# Hôpital Lyon Sud
L'hôpital Lyon Sud est un centre hospitalier universitaire (CHU) situé sur les communes d'Oullins, Saint-Genis-Laval et Pierre-Bénite, à proximité de Lyon. Il occupe une superficie de plus de 80 hectares. Il fait partie des Hospices civils de Lyon (HCL).
Il abrite une des deux facultés de médecine de Lyon, la faculté de médecine et de maïeutique Lyon-Sud - Charles Mérieux de l'université Claude Bernard Lyon 1.
Un centre de chirurgie robotique est créé en septembre 2010 afin de permettre à des chirurgiens de spécialités différentes d'utiliser le robot médical Da Vinci acheté en 2003 (et ainsi mieux rentabiliser son coût d'achat de plus d'1 million d'euros) ; un 2ème robot Da Vinci et un robot HUGO sont venus renforcer la plateforme robotique du CHU Lyon Sud qui dispose depuis 2022 de 3 robots chirurgicaux; les chirurgiens travaillant pour les Hospices Civils de Lyon pourront utiliser le Da Vinci ou le Hugo avec un objectif de 1000 opérations par an ;
Le réseau régional d'endométriose Auvergne-Rhône-Alpes ENDAURA est hébergé au CHU Lyon Sud (Hospices Civils de Lyon). Les statuts officiels du réseau, déposés initialement en Préfecture en 2019, ont été actualisés en 2021. Le réseau fédère les structures publiques et privées de la région pour optimiser les soins aux patientes atteintes d'endométriose. Il est la première filière pilote créée en France à la demande de la Ministre de la Santé Agnès Buzyn. La présidence et la vice-présidence d'ENDAURA sont assurées par des médecins de structures hospitalières publiques et privée de la région. Il regroupe des praticiens des spécialités impliquées dans la prise en charge multidisciplinaire de l'endométriose (gynécologues, radiologues, chirurgiens digestifs, urologues, médecins de PMA, médecins de la douleur...).

## Historique
Il résulte d’une part de la fusion depuis le 1er janvier 1979 de deux anciens établissements hospitaliers, l’hôpital Jules Courmont et l’hôpital Sainte-Eugénie, et d’autre part de l’implantation entre ces deux ensembles de bâtiments tels que le Pavillon chirurgical ouvert en 1980, et le bâtiment médico-technique ouvert en 1992.
L’ancien hôpital Jules Courmont est un ensemble pavillonnaire situé sur la commune de Pierre-Bénite, à l’Est du domaine hospitalier actuel. Il fut d’abord hospice pour personnes âgées en 1843, avant de devenir hospice pour incurables. En 1930, il était plus particulièrement orienté dans le traitement de la tuberculose sous l’appellation de Hôpital Sanatorium du Perron: on peut encore voir aujourd'hui un bâtiment de cette époque, conservé pour son importance historique, mais n'accueillant plus de patients ni de personnels de santé. C’est en 1946 que cet établissement prend le nom de Jules Courmont, célèbre hygiéniste lyonnais.
Actuellement, le nom de Jules Courmont reste réservé au secteur sur lequel s’étendait l’ancien établissement. C’est sur ce secteur que, dans les prochaines années, les constructions et restructurations du Centre Hospitalier Lyon-Sud seront localisées. Quant à l’ancien hôpital Sainte-Eugénie, il est édifié sur la commune de Saint-Genis-Laval à l’ouest du nouveau dispositif hospitalier. Il fut inauguré en 1867 dans le Château de Longchêne, don de l’Impératrice Eugénie aux Hospices Civils de Lyon pour y établir une maison de repos et de convalescence (voir stèle dans l'hôpital).
Certains services hospitaliers du secteur Sainte-Eugénie sont délocalisés depuis 1992 (pédiatrie et biochimie transférés au bâtiment médico-technique). Dans la phase finale, le Centre Hospitalier Lyon-Sud comprendra environ 1000 à 1100 lits offrant des services de Médecine, Chirurgie, Obstétrique et des équipements de pointe tous localisés sur la partie Est représentant environ 50 hectares de terrain.